# Toxteth
Toxteth è un sobborgo di Liverpool, nel Regno Unito.
Situato a sud della città, il distretto di Toxteth è delimitato dal centro di Liverpool, da Edge Hill, Wavertree e Dingle.

## Descrizione
Il distretto di Toxteth è formato dai confini della borgata antica di Toxteth Park.
Esso possiede due parchi, un insieme di vecchie case a schiera, alloggi sociali successivi alla Seconda guerra mondiale e l'eredità di alcune antiche case vittoriane di grandi dimensioni. L'industria ed il commercio sono limitate ai bacini sul confine occidentale ed a poche strade che corrono lungo la Parliament Street. Il quartiere è principalmente residenziale.
Nei secoli XVIII e XIX, come Liverpool veniva ampliato, il parco secolare di Toxteth venne lentamente urbanizzato. Grandi case georgiane sono state costruite nel distretto di Canning, seguite successivamente da grandi case vittoriane, soprattutto lungo l'alberata di Prince's Road / Avenue Boulevard e nei dintorni del Prince's Park. Il quartiere è diventato rapidamente una residenza per i ricchi mercanti di Liverpool, accanto ad una popolazione molto più povera residente nelle modeste case a schiera vittoriane. Toxteth possiede molti esempi di strutture dall'architettura georgiana, per la maggior parte costruiti dopo l'epoca georgiana, tra cui diverse costruzioni edificate per uso rituale (chiese). Canning è diventato noto alle agenzie immobiliari come il "quartiere georgiano". Il Conte di Sefton rese disponibili i terreni per lo sviluppo in 75 contratti di locazione annuali.

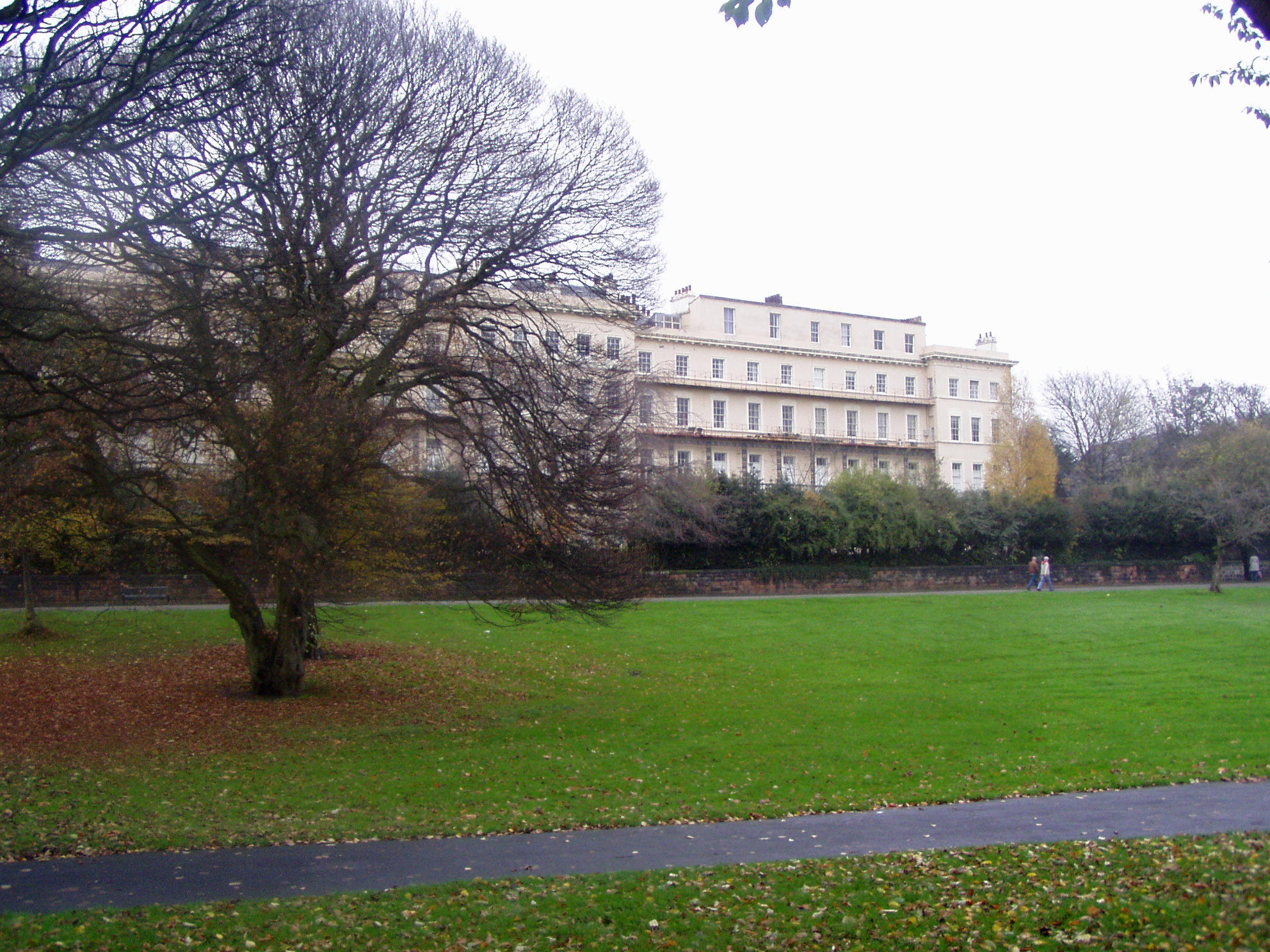
Una veduta del Princes Park

Le aree abitative di Toxteth risultano in contrasto: alcune parti benestanti presentano case che riflettono la ricchezza del quartiere vittoriano in Gran Bretagna, mentre alcune parti risultato chiaramente svantaggiate. Alcune zone si sono spinte fino all'edificazione di file di case a schiera.
Due dei più grandi parchi della città, Sefton Park e Princes Park, si trovano all'interno od attorno a Toxteth. Il più antico, Princes Park, fu tracciato da Richard Yates intorno al 1840, con l'intenzione di essere utilizzato come spazio aperto, finanziato dai proprietari delle grandi case da costruire attorno ad esso, come più tardi successe con Sefton Park. Quest'ultimo fu costituito nel 1872 dalla Corporation of Liverpool, ispirato in parte dal Birkenhead Park, che attraversa il fiume Mersey. Il Sefton Park dispone di un ampio vetro da serra, contenente una statua di William Rathbone; fu presentato nel 1877, ed in origine aveva molte altre funzionalità tra cui una voliera ed un teatro all'aperto.

## Storia

### Toponimici
Vi è una certa ambiguità per quanto riguarda l'origine del nome. Una teoria afferma che l'etimologia sia "Toki's landing-place" (traducibile come "luogo di destinazione di Toki"). Tuttavia, Toxteth è menzionata nel Domesday Book del 1086, ed in questo caso, appare con il nome di "Stochestede", cioè il luogo "stockaded", derivato da stocc anglosassone "palo" e stede anglosassone "luogo" (che si trova in molti toponimi inglesi, di solito scritto come stead).

### Il maniero
Prima del periodo della conquista normanna, Toxteth era divisa in due manieri di pari dimensioni. Uno era di proprietà di Bernulf e l'altro da Stainulf. Dopo la conquista, parte fu concessa dal Conte Ruggero d'Poitou per l'antenato del Conte di Sefton. Da questo periodo fino a circa il 1604 il paese faceva parte della foresta di West Derby. Nel 1327, Toxteth venne concesso a Henry, Conte di Lancaster.
Nel corso degli anni furono fatti diversi contratti di locazione e sovvenzioni; nel 1338 il parco era di proprietà di Adamo, figlio di Guglielmo de Liverpool. Nel 1385, William de Liverpool possedeva la licenza "per prendere due carrate di ginestra settimanali dal parco per 12d. di affitto annuo". Nel 1383 una fetta fu concessa a William Bolton e Robert Baxter. Nel 1894 il contratto di locazione fu ceduto e consegnato a Richard de Molyneux. Il parco fu finalmente di proprietà di Sir Thomas Stanley nel 1447. Esso fu ereditato all'interno della famiglia Stanley fino al 1596, quando la terra fu venduta da William Stanley, Conte di Derby, a Edmund Smolte ed Edward Aspinwall. Nel 1604, il conte vendette lo stesso ad un costo di £ 1.100 a Richard Molyneux di Sefton; la tenuta fu successivamente tramandata alla famiglia di questo fino al 1972, con la morte del settimo conte.

### Il parco di Toxteth
La borgata antica di Toxteth contiene l'antico borgo di Smeedon o Smithdown. Esso si estende su una superficie di 3 km lungo il fiume Mersey e 2 km verso l'interno, il punto più alto si trova nell'angolo tra Smithdown Lane e Lane Lodge. Un antico ruscello correva dalla parte Nord della zona verso il fiume, vicino alla fine della Parliament Street, dove è stato utilizzato per alimentare una noria prima che confluisse nel fiume. Sono presenti due torrenti a fianco del fiume: uno, vicino al centro di Toxteth, è noto come Hole Knot, l'altro, situato a sud, è chiamato Dickinson Dingle e viene ricevuto da un torrente che scorreva oltre il limite Est della chiesa di S. Michel.
Per un certo periodo della storia, delle insenature furono riempire e conseguentemente il Dingle è ora nella zona dove era situato il vecchio torrente a Nord, e il St Michael's Hamle (un altro sottoborgo) si trova attorno al torrente meridionale. Al di fuori del confine meridionale della zona, si trova il torrente noto come Otterspool, che costituiva il confine tra Wavertree e West Derby. La strada principale che attraversa la zona era Park Lane, ora Park Place, Park Road. La strada correva dalla Coffee House, che si trovava vicino a Fairview Place, verso il Dingle e la "Antica Cappella" di Toxteth.
Nel 1796 la Herculaneum Pottery stabilì un sito dove era presente precedentemente una vecchia fabbrica di rame; il sito divenne in seguito Herculaneum Dock, che fu riempito durante il 1980. Verso la fine del XVI secolo, il parco Royal smise di esistere, e gli agricoltori puritani provenienti da Bolton si stabilirono nella zona. Presero posizione 25 aziende agricole sui terreni al di fuori del controllo della Chiesa d'Inghilterra, che divennero il Toxteth Village. Gli agricoltori adoravano presso la "Antica Cappella" di Toxteth sulla Park Road. Nel 1611, costruirono una scuola a Dingle, e nominarono Richard Mather come maestro principale. Alcuni anni più tardi cominciarono a predicare verso gli agricoltori locali nell'antica cappella.

### Il borgo di Smithdown
Smithdown, denominato Esmedune nel Domesday Book, e variamente come Smededon, Smeddon, Smethesdune, Smethedon, Smethdon, Smethden, fu fuso nel Toxteth Park dopo il rilascio della Carta di Liverpool nel 1207. I confini definiti di Smithdown non sono mai stati registrati integralmente, ma continuarono ad essere usati dal 1207 fino al XVI secolo, anche se si pensa che partissero da Lodge Lane fino al confine orientale di Toxteth Park. Nel 1066, Smithdown fu gestito come un maniero separato, da Ethelmund. Durante il regno di Re Giovanni d'Inghilterra il maniero di Smithdown fu ripreso dal suo proprietario, ed il re gli concesse invece Thingwall.

## Luoghi di culto

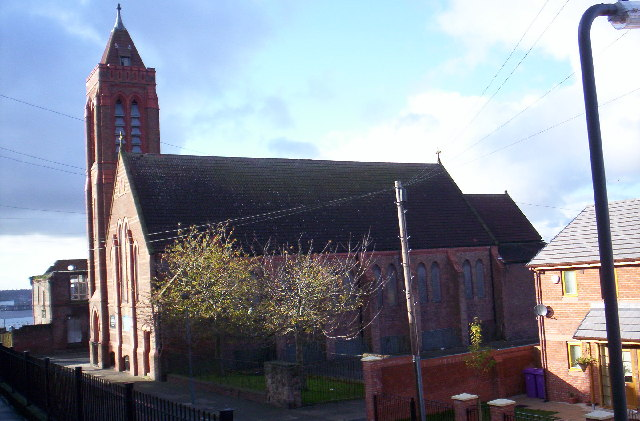
La chiesa di St Gabriel's

Dato che l'area aveva iniziato a svilupparsi e diventare più urbanizzata, diversi edifici di culto furono eretti per venire incontro alle necessità della popolazione in crescita. La prima chiesa ad essere costruita fu quella di St James' Church, nel 1774.
Altre chiese vennero edificate durante il XIX secolo, tra cui quelle di St John the Baptist's, 1832; St Paul's, 1848; St Thomas's, 1840; St Barnabas's, 1841; St Clement's Windsor, 1841; St Matthew's, 1847; St Silas's, 1865; Holy Trinity, 1858; St Margaret's, 1869; St Cleopas's, 1866; Christ Church, 1870; St Philemon's, 1874; All Saints', 1884; St Gabriel's, 1884; St Bede's, 1886; St Agnes's, 1884; St Andrew's, 1893.

## Criminalità e disordini
Liverpool, dopo il declino dovuto alla Seconda guerra mondiale, ricevette il suo pedaggio su Toxteth. Il continuo aumento della disoccupazione in città, la mancanza di azione da parte del governo, casi di razzismo da parte delle forze di polizia e la povertà generale, portarono alla rivolta di Toxteth del 1981, per il quale la zona è probabilmente la più famosa.
L'immigrazione a Toxteth ha avuto luogo dal 1950 fino ai giorni nostri; gli immigrati sono provenienti soprattutto dall'Africa e dai Caraibi, di distanza relativamente bassa dal sub-continente indiano. Nel luglio 1981 hanno avuto luogo numerosi scontri, nei quali decine di giovani maschi, sia bianchi che di colore, hanno provocato una grande quantità di danni e molti feriti.
Povertà, disoccupazione, tensioni razziali e di ostilità verso la polizia furono in gran parte la causa dei disordini, che risultarono tra le peggiori scene di agitazione viste in tempo di pace in Gran Bretagna. Centinaia di persone sono rimaste ferite, un uomo è stato ucciso da una Land Rover della polizia, ed innumerevoli edifici e veicoli sono stati danneggiati (Articolo su BBC News).
I tassi di criminalità a Toxteth sono stati elevati per molti anni, essendo stato elevato tale tasso già da molto tempo prima dei disordini del 1981 ed ancora in corso un grave problema da circa 30 anni in su.
Così come i disordini razziali e civili, anche la criminalità è stata un veicolo che ha rovinato Toxteth per molti anni. L'esempio più alto profilo della criminalità sulle strade in Toxteth è venuto il 30 ottobre 1991, quando due figli (Daniel Davies di 9 anni e Adele Thompsondi di 12) sono stati uccisi da un pirata della strada (Christopher Lewin di Granby Street, 18 anni) che guidava una Mazda ad un eccesso di velocità. Adele è morto sulla scena, e Daniel è spirato in ospedale una settimana dopo per le ferite riportate. Lewin è stato riconosciuto colpevole con l'accusa di duplice omicidio colposo a Liverpool Crown Court il 24 settembre 1992 e condannato a 7 anni e mezzo di carcere, oltre ad aver avuto il divieto di guidare per 7 anni. Alla fine del suo processo, parenti ed amici delle due vittime hanno iniziato ad aggredire fisicamente Lewin ed a minacciarlo. Cinque di loro sono stati espulsi dal giudice (Articolo su The Independent).

## Amministrazione
Politicamente, Toxteth è all'interno del collegio elettorale parlamentare di Liverpool Riverside ed il membro del Parlamento è Louise Ellman, del partito Labour Party. Il consigliere Ward è Princes Park, e ha tre consiglieri del Lavoro.

## Situazione abitativa
Gran parte del settore continua a soffrire per la povertà e il degrado urbano. Ciò è riflettuto dai prezzi delle case: nell'estate 2003, il prezzo medio delle proprietà era era solo £ 45.929 (rispetto alla media nazionale di 160.625 £).
I caseggiati di Toxteth tendono ad essere in forma di case a schiera, ma vi è un crescente numero di appartamenti disponibili in grandi proprietà vittoriane (in particolare intorno al Prince's Road / Avenue Boulevard) suddivise in abitazioni separate. Molti degli esempi intorno a Princes Park sono stati soggetti a lavori di miglioramento per la creazione di un aspetto più ordinato.

## Parchi

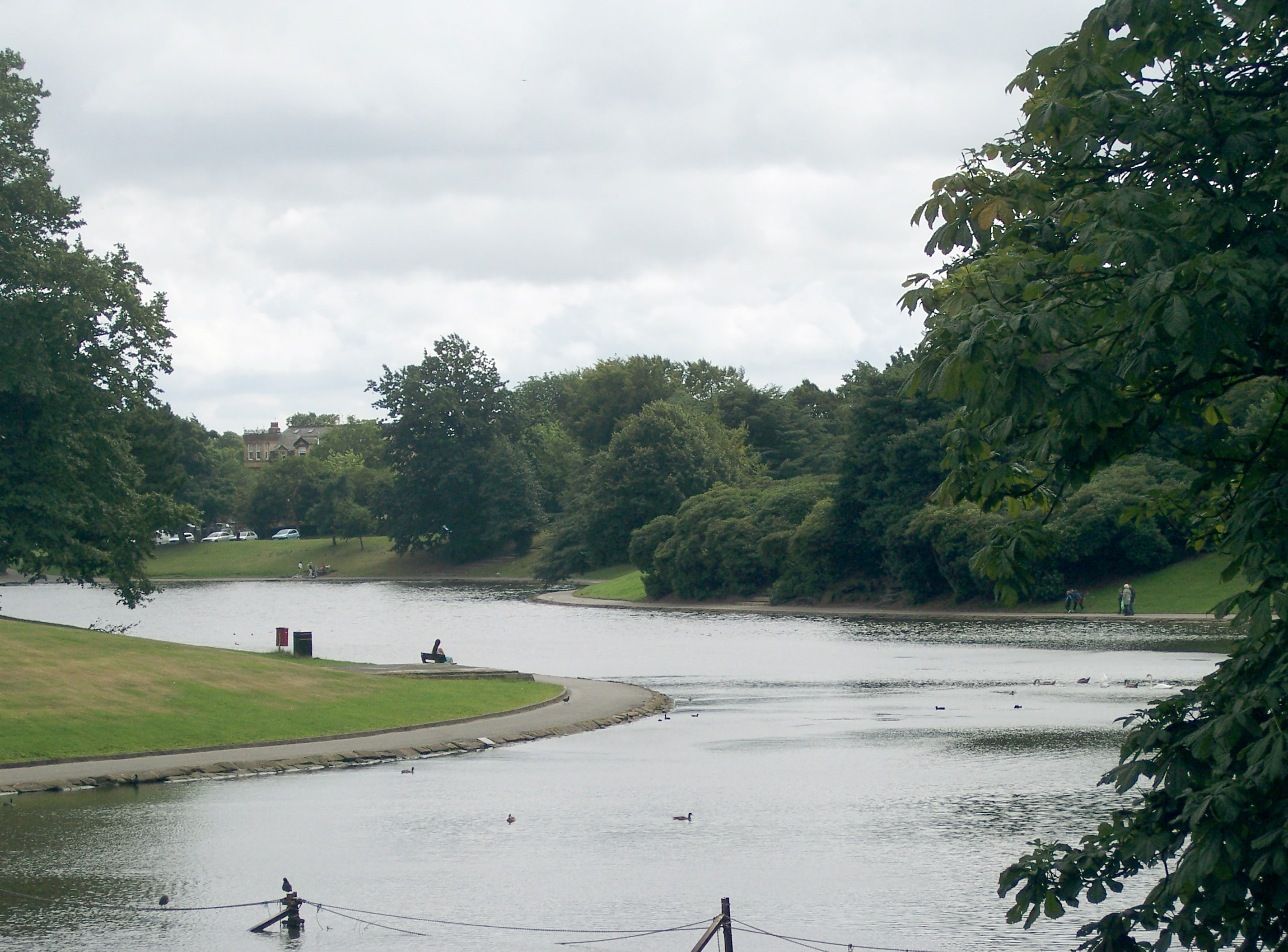
Il Sefton Park

Toxteth possiede due parchi all'interno dei suoi confini:
- Sefton Park, uno degli ultimi resti del parco reale di caccia. Esso è stato progettato dal paesaggista francese Édouard André.
- Princes Park, primo parco creato dal noto Joseph Paxton.

## Monumenti e luoghi d'interesse
- La Toxteth Unitarian Chapel
- Chiesa di St. Agnes e St. Pancras, Toxteth Park anche in Ullet Road
- Chiesa di St. Clare all'angolo tra la Arundel Avenue e la York Avenue
- La Belvedere Academy
- La Welsh Streets
- Il Royal Park Hotel (ora demolito)

## Trasporti

### Treni
Le stazioni ferroviarie di Toxteth più vicine alla rete di Merseyrail sono Brunswick a Dingle e St Michaels.
Entrambe le stazioni sono sulla linea Northern, con treni in partenza verso Southport attraverso il centro di Liverpool e verso Hunts Cross. La stazione di Brunswick si trova sulla Sefton Street e la stazione di St Michaels si trova sulla Buckland Street.
La stazione di St. James è una stazione ferroviaria in disuso a Toxteth. Si trovava nell'angolo tra St.James Place e Parliament Street, sulla linea Northern Merseyrail. Questa stazione è in un'insenatura profonda, scavata nella galleria della Northern Line, essendo in effetti una stazione della metropolitana con il tetto aperto all'atmosfera. La stazione venne chiusa nel 1917 perché era troppo vicina al capolinea della stazione ferroviaria centrale di Liverpool di alto livello. La stazione si trova ora in una linea da Southport a Hunts Cross. Tuttavia, l'amministrazione di Merseytrail ha dichiarato che prenderà in considerazione la sua riapertura, quando la densità della popolazione attorno alla stazione aumenterà. La stazione risulta ben posizionata per servire il Liverpool Echo Arena a King's Dock e la Liverpool Cathedral.
La stazione ferroviaria di Sefton Park, un'altra stazione in disuso, era situata a Smithdown Road ed a Garmoyle Road nella vicina Wavertree. La stazione fu chiusa ai passeggeri nel 1960. Essa si trova sulla West Coast Main Line Spur, con i treni di Merseyrail che attraversano da Liverpool South Parkway e le stazioni di Lime Street.

### Autobus
Toxteth possiede un largo servizio di linee di autobus.